# Górzno (stad)
Górzno is een stad in het Poolse woiwodschap Koejavië-Pommeren, gelegen in de powiat Brodnicki. De oppervlakte bedraagt 3,48 km², het inwonertal 1366 (2005).